# Шубін Олег Володимирович
Шубін Олег Володимирович — лейтенант медичної служби Збройних сил України. Медична рота 95-ї окремої аеромобільної бригади (2014—2015) (2022-2022)

## Біографія
Народився 3 грудня 1980 року.[джерело?]
Навчався в Національному медичному університеті ім. О. О. Богомольця.[джерело?]
У кінці березня 2014 року зарахований по мобілізації до штату 95 ОАеМБр  на посаду старшого ординатора госпітального відділення медичної роти.[джерело?]
Демобілізований з лав ЗСУ в березні 2015 року.[джерело?]

## Нагороди
- Орден Богдана Хмельницького III ступеня (25 грудня 2015) — за особисту мужність і самовідданість, виявлені у захисті державного суверенітету та територіальної цілісності України, високий професіоналізм, вірність військовій присязі[1].
- Нагрудний знак «За військову доблесть» (23 березня 2015) — за особисту мужність і героїзм, проявлені під час виконання спеціальних завдань у ході антитерористичної операції, зразкове виконання військового обов'язку, вірність військовій присязі та високий професіоналізм[2]
- Відзнака Начальника Генерального Штабу Збройних сил України Нагрудний знак «Учасник АТО»